# Fredrik Ulrik Wrangel (1760–1853)
Fredrik Ulrik Wrangel af Sauss, född den 28 november 1760 i Stockholm, död 1 april 1853 i Landskrona, var en svensk greve och generalmajor. Han var son till 1.amiralen, greve Anton Johan Wrangel den yngre, 1724-1799.

## Militär karriär
Wrangel blev 1796 premiärmajor vid Konungens värvade regemente och fyra år senare utnämnd till överstelöjtnant. Den 8 september 1800 blev han kommendant i Landskrona och han innehade denna tjänst till 1815 då han som överste blev regementschef. År 1827 blev han generalmajor och tog två år senare avsked från regementet.
Han bevistade finska kriget 1788-1790 som tjänstgörande adjutant hos konungen.

## Familj
Wrangel gifte sig den 12 oktober 1803 i Landskrona med Ulrika Lovisa Ehrenborg, född 1785. I äktenskapet föddes elva barn, varav sju uppnådde vuxen ålder.
- Charlotta Lovisa, 1804-1891. Hon gifte sig med landshövdingen Georg Ludvig von Rosen, i hans andra gifte.
- Beata Sofia, 1807-1884. Hon var gift med kammarherren greve Carl Axel Wachtmeister, född 1795. Han var yngre bror till släkten Wachtmeisters dåvarande huvudman, landshövdingen Hans Wachtmeister.
- Fredrika Vilhelmina, 1809-1893. Hon gifte sig med majoren friherre Tage Gustaf Bennet, 1802-1874, från Rosendal i Kropps socken i Skåne. De fick en dotter Magdalena (Malla) Bennet som gifte sig med greve Carl Fredrik Wachtmeister på Kristineholm i Södermanland.
- Anna Margareta, 1810-1877. Hon var gift med sin kusin, ryttmästaren friherre Gustaf Adolf Cederström.
- Amalia Regina, 1816-1877. Hon gifte sig med sin svågers kusin, överstelöjtnanten greve Claes Adam Wachtmeister, farbror till ovan nämnde Carl Fredrik.
- Fredrik Ulrik, 1820-1858. Han blev ryttmästare vid Livgardet till häst 1854. År 1851 gifte han sig med Ulrika Ebba Vilhelmina Sprengtporten. De blev föräldrar till Fredrik Ulrik Wrangel.
- Hedvig Ulrika, 1821-1912. Hon var gift med överstelöjtnanten Göran Fredrik af Klinteberg. De blev föräldrar till Fredrik af Klinteberg.